# Successione spettrale
In algebra omologica, topologia algebrica e geometria algebrica, una successione spettrale è un modo di calcolare i gruppi di omologia considerandone approssimazioni successive. Le successioni spettrali sono una generalizzazione delle successioni esatte. A partire dalla loro introduzione da parte di Jean Leray nel 1946 sono diventate degli importanti strumenti computazionali.

## Definizione formale
Si fissi una categoria abeliana, ad esempio la categoria dei moduli su un anello. Una successione spettrale è il dato di un intero non negativo r0 e una collezione di tre successioni:
1. per ogni intero r ≥ r0, un oggetto Er , detto foglio o pagina;
2. endomorfismi dr : Er → Er tali che dr o dr = 0, detti mappe di bordo o differenziali,
3. isomorfismi fra Er+1 e H(Er), l'omologia di Er rispetto a dr.